# 二子 (川崎市)
二子（ふたご）は、神奈川県川崎市高津区の町名である。現行行政地名は二子1丁目から二子6丁目。住居表示実施済み区域。

## 地理
北東部は多摩川に接する。町内をかつての官道「大山街道」および「府中街道」が東西および南北に貫き、隣接する溝口とともに交通の要衝として栄えた。
現在は、川崎市北部の中核商業都市、および高津区の中心としての機能は隣接する溝口が担っており、二子町内は閑静な住宅街となっている。
多摩川の対岸の世田谷区玉川地区周辺は通称で二子玉川と呼ばれるが、二子玉川の指す範囲には一般に当地区は含まれない。

### 地価
住宅地の地価は、2025年（令和7年）1月1日の公示地価によれば、二子3丁目22-13の地点で48万円/m²となっている。

## 歴史

### 律令時代
律令時代に武蔵国の国衙が置かれた府中と各地を結ぶ府中街道（現・国道409号）が当町の南部を通っており、久良岐郡（現在の横浜市の一部）・橘樹郡（現在の川崎市の大部分および横浜市の一部）より武蔵国国府、および 8世紀以前の主要街道であった東山道（中山道、甲州街道）へ至る道として活発に利用された。
この当時、二子村の中心は府中街道沿いにあり、府中街道周辺の字名に「元居村」の名を残している。

### 江戸時代
1641年(寛永18年)、多摩川の洪水に悩まされていた光明寺が、矢倉沢往還が整備されるとともに、周辺の住民とともに街道沿いに移動した。これが二子村の起こりと言われる。
江戸時代中期には、江戸と上方を結ぶ足柄道として、また大山信仰の参詣道として、矢倉沢往還は大山街道と呼ばれるようになった。すると、かつては府中街道沿いに立地していた中心街が、おのずと大山街道沿いに移ってゆくこととなる。
また、江戸時代に多摩川は江戸護衛の観点より架橋が制限されていたこともあり、大正年間に二子橋が架かるまで大山街道は渡船「二子の渡し」で多摩川を越えていた。このため、渡船の着発する二子および隣の溝口町内の大山街道沿いは宿場町として栄えた。

### 二子橋架橋以降
1924年(大正13年)の二子橋架橋に先立って、二子橋の工事関係者のために、二子の船宿「亀屋」が二子神社裏に「新亀屋」を開業し、架橋をきっかけに芸者置屋、待合、料亭を合わせた三業地が形成された。芸妓屋や料理屋が高津警察署の許可を得て結成された二子三業組合員の数は1932年(昭和7年)には43にのぼり、最盛期には全体で100人の芸者がいた。業者は渋谷や大森の人が多く、料理部屋5、6室の店を板前3人ほどで営業し、アユや鯉、マルタ、ナマズ、ウナギ、鮒の甘露煮などが客に提供された。戦前まではそれぞれのお茶屋が持つ屋形船に七輪を持ち込んで、獲ったばかりのアユを料理していた。
昭和2年には玉川電気鉄道溝ノ口線（現在の東急田園都市線）が開業し、町内の大山街道沿いに「二子」（後に二子新地前、二子新地）、および府中街道沿いに「高津」の 2駅が設けられた。
大山街道は大正年間に県道1号線に指定され、後に国道246号線に指定されるが、国道となった後に大規模な整備が行われ、津田山（七面山）を切通しと陸橋で越える東京・横浜バイパスが建設された。このバイパス道路が国道に指定されると、旧道は国道指定から外され一般市道となる（なお高津十字路以西の溝口町内は県道14号鶴見溝口線）。以降、旧道は専ら「大山街道」または「旧大山街道」と呼ばれている。
昭和中期までは、町内でも周辺各町と同様に、多摩川の肥沃で平坦な扇状地を活用した農業が盛んであった。街道沿いに栄えた商店街から一歩入ると田畑が広がり、また「多摩川梨」の産地の一角でもあったが、近年の急速な宅地化に伴い、今では町内の農地はごく僅かに残るのみとなった。
近年まで、大山街道沿いには宿場町として栄えた時代の名家の蔵や商店などが建ち並んでいたが、昭和52年の東急新玉川線（現在の田園都市線の一部）開業後に東京都心への通勤圏に組み込まれて以降急速に宅地化が進み、しかも大山街道沿いは都市計画上では近隣商業地域に指定されていたことから建物の建築制限が緩く、現在は大きなマンションが乱立する光景へと急速に様変わりしつつある。

### 町名の由来
町内の元居村（現在の二子5丁目、二子6丁目付近）の近くに、かつて2つの古墳があり、それが「二子塚」（ふたごつか）と呼ばれていたことにちなむと言われている。
この二子塚は大正時代に地元有志の手により調査され、調査時の出土品が写った記録写真1枚だけが今も残っているが、その塚および出土品は、後の震災、戦争、宅地開発などの狭間で行方知れずとなった。今は、二子5丁目の二子塚公園に二子塚の碑が建つ他、この公園や二ヶ領用水に架かる橋のひとつ「二子塚橋」、周辺のマンションに辛うじて名前を留めるのみである。

### 明治以降の行政区画
- 1878年（明治11年） - 神奈川県橘樹郡二子村。
- 1889年（明治22年） - 溝口村など近隣7ヶ村と合併し、高津村大字二子になる。
- 1912年（明治45年） - 多摩川左岸地域（現在の兵庫島公園、二子玉川緑地付近）が北多摩郡砧村大字鎌田（現在の世田谷区鎌田一丁目）へ編入される。
- 1927年（昭和3年） - 町制施行、神奈川県橘樹郡高津町大字二子になる。
- 1937年（昭和12年） - 川崎市に編入、神奈川県川崎市大字二子になる。
- 1972年（昭和47年） - 政令指定に伴い行政区が設置され、神奈川県川崎市高津区大字二子になる。
- 1997年（平成9年）11月25日 - 住居表示実施（大字を廃し町を設置）。このとき溝口、諏訪、瀬田、久地との町境を一部変更している。

## 町内の名所・催事
大山街道
「二子大通り」（ふたごおおどおり）とも呼ばれる。
隣接する溝口町内とともに、沿道の商店が江戸時代の旧街道にちなんで「口上」の立て看板や標示を掲げている。
沿道の名所・旧跡の前には川崎歴史ガイドの案内板が設置されている。
二子神社
旧二子村村社。最初の鳥居と参道が大山街道に面しており、川崎歴史ガイドおよび大山灯籠の案内標は大山街道沿いに立てられている。境内には町内会の集会所が併設されている。かつては専属の宮司が居たが、現在は溝口神社が兼務している。
岡本かの子文学碑「誇り」
二子神社境内に、昭和37年11月1日に建てられた。彫刻は岡本太郎による。文学碑建立を唱導したのは中野愚堂で、文学碑の設計は丹下健三。築山の歌碑は、かの子の「年々にわが悲しみは深くしていよよ華やぐ命なりけり」の歌がかの子自身の自筆で刻まれ、碑詞は亀井勝一郎の撰文で、それを川端康成が揮毫した。
大悲山光明寺
浄土真宗大谷派。かつては元居村にあったが、江戸時代に住民の移動とともに大山街道沿いへ移された。明治時代には「二子学舎（ふたごがくしゃ）」が置かれ、地域の近代初等教育を担った。
構内に大きなクスノキ（市指定保存樹木）があり、街に風情を添える。
二子橋
多摩川河川敷
休日になるとサイクリングや各種行楽に訪れる人で大変賑わう。
高津区民祭
例年 7月の最終日曜日に二子・溝口の大山街道沿いで開催される。パレードや二ヶ領用水（大石橋付近）での灯籠流しなどが開催され多くの人が繰り出し賑わう。
また、この期間に合わせて大山街道ふるさと館では地域にゆかりの著名人による展示が開催される。
川崎市制記念多摩川花火大会
例年10月中旬頃の土曜日に、隣接する諏訪地先の多摩川河川敷を打ち上げ場所として開催される。二子新地・高津両駅が最寄駅となるため当日は大変賑わう。
二ヶ領用水
町内には久地・二子堀、六ヶ村堀、川崎堀が流れていたが、現在は前 2者はほとんど暗渠化されており流路を辿るのは困難になっている。川崎堀は普通河川として管理されている。
大山街道フェスタ
高津スポーツセンター

### かつての名所・旧跡
- 二子塚（ふたごつか）
- 二子の渡し（ふたごのわたし）
- 大貫（おおぬき）家の人々 - 岡本かの子・太郎両名ゆかりの地。かつては地域の中核医療施設・大貫病院があったが、現在は閉院しマンションが建っている。
- 二子ノ帰帆 - 大山街道を通る人向けに販売された溝の口周辺の名所案内錦絵「武陽玉川八景之図」（1791年 寛政3年 発行）に記載された二子の見どころ。佐野渡の和歌『夕風を孕んで帰るむしろ帆に　月の生るゝ二子すずしき』が添えられ、紹介されている。

## 世帯数と人口
2025年（令和7年）6月30日現在（川崎市発表）の世帯数と人口は以下の通りである。
| 丁目      | 世帯数    | 人口     |
| --------- | --------- | -------- |
| 二子1丁目 | 2,640世帯 | 4,555人  |
| 二子2丁目 | 1,666世帯 | 2,429人  |
| 二子3丁目 | 1,645世帯 | 2,998人  |
| 二子4丁目 | 1,181世帯 | 1,808人  |
| 二子5丁目 | 972世帯   | 1,588人  |
| 二子6丁目 | 859世帯   | 1,633人  |
| 計        | 8,963世帯 | 15,011人 |

### 人口の変遷
国勢調査による人口の推移。
| 年                 | 人口   |
| ------------------ | ------ |
| 1995年（平成7年）  | 9,758  |
| 2000年（平成12年） | 10,846 |
| 2005年（平成17年） | 12,202 |
| 2010年（平成22年） | 13,118 |
| 2015年（平成27年） | 14,606 |
| 2020年（令和2年）  | 15,267 |

### 世帯数の変遷
国勢調査による世帯数の推移。
| 年                 | 世帯数 |
| ------------------ | ------ |
| 1995年（平成7年）  | 5,007  |
| 2000年（平成12年） | 5,808  |
| 2005年（平成17年） | 6,704  |
| 2010年（平成22年） | 7,579  |
| 2015年（平成27年） | 8,271  |
| 2020年（令和2年）  | 8,814  |

## 学区
市立小・中学校に通う場合、学区は以下の通りとなる（2024年3月時点）。
| 丁目       | 番地 | 小学校               | 中学校               |
| ---------- | ---- | -------------------- | -------------------- |
| 二子一丁目 | 全域 | 川崎市立高津小学校   | 川崎市立西高津中学校 |
| 二子二丁目 | 全域 | 川崎市立高津小学校   | 川崎市立西高津中学校 |
| 二子三丁目 | 全域 | 川崎市立東高津小学校 | 川崎市立高津中学校   |
| 二子四丁目 | 全域 | 川崎市立東高津小学校 | 川崎市立高津中学校   |
| 二子五丁目 | 全域 | 川崎市立坂戸小学校   | 川崎市立高津中学校   |
| 二子六丁目 | 全域 | 川崎市立坂戸小学校   | 川崎市立高津中学校   |

## 事業所
2021年（令和3年）現在の経済センサス調査による事業所数と従業員数は以下の通りである。
| 丁目      | 事業所数  | 従業員数 |
| --------- | --------- | -------- |
| 二子1丁目 | 69事業所  | 253人    |
| 二子2丁目 | 83事業所  | 404人    |
| 二子3丁目 | 23事業所  | 132人    |
| 二子4丁目 | 51事業所  | 407人    |
| 二子5丁目 | 104事業所 | 1,973人  |
| 二子6丁目 | 26事業所  | 558人    |
| 計        | 356事業所 | 3,727人  |

### 事業者数の変遷
経済センサスによる事業所数の推移。
| 年                 | 事業者数 |
| ------------------ | -------- |
| 2016年（平成28年） | 376      |
| 2021年（令和3年）  | 356      |

### 従業員数の変遷
経済センサスによる従業員数の推移。
| 年                 | 従業員数 |
| ------------------ | -------- |
| 2016年（平成28年） | 4,235    |
| 2021年（令和3年）  | 3,727    |

## 周辺
- 溝口 - 久地 - 瀬田 - 諏訪 - 坂戸
- 二子橋
- サンジェルマン多摩川工場

### 公共交通
- 東急田園都市線
  - 二子新地駅、高津駅
- 東急バス
  - 溝02、溝03、川31各系統
  - 向02系統
  - 渋12系統（出入庫のみ）
- 川崎市バス
  - 溝05系統

## その他

### 日本郵便
- 郵便番号 : 213-0002[3]（集配局 : 高津郵便局[20]）

### 警察
町内の警察の管轄区域は以下の通りである。
| 丁目      | 番・番地等 | 警察署     | 交番・駐在所     |
| --------- | ---------- | ---------- | ---------------- |
| 二子1丁目 | 全域       | 高津警察署 | 二子新地駅前交番 |
| 二子2丁目 | 全域       | 高津警察署 | 二子新地駅前交番 |
| 二子3丁目 | 1番、2番   | 高津警察署 | 二子新地駅前交番 |
| 二子3丁目 | 3番、4番   | 高津警察署 | 北見方交番       |
| 二子3丁目 | 5番～8番   | 高津警察署 | 二子新地駅前交番 |
| 二子4丁目 | 1番～18番  | 高津警察署 | 北見方交番       |
| 二子4丁目 | 19番、20番 | 高津警察署 | 二子新地駅前交番 |
| 二子5丁目 | 全域       | 高津警察署 | 北見方交番       |
| 二子6丁目 | 全域       | 高津警察署 | 北見方交番       |